# Silva Escura (Sever do Vouga)
Silva Escura é uma povoação portuguesa do Município de Sever do Vouga que foi sede da extinta Freguesia de Silva Escura, freguesia que tinha 14,24 km² de área e 1 592 habitantes (2011), e, por isso, uma densidade populacional de 111,8 hab./km².
A Freguesia de Silva Escura foi extinta e agregada à Freguesia de Dornelas, criando a União das Freguesias de Silva Escura e Dornelas.
Ficava situada numa zona que abrange grande parte do vale do sopé poente da Serra do Arestal, tendo como freguesias limítrofes: Ribeira de Fráguas (Município de Albergaria-a-Velha), a poente; Rocas do Vouga, a nascente; Sever do Vouga, a sul; e Dornelas e Palmaz (Município de Oliveira de Azeméis), a norte.
Localizava-se a norte do município sendo formada por cerca de 30 lugares, entre os quais: Silva Escura, Cruzeiro, Vila Fria, Romezal, Tojal, Paço, Sequeiros, Bouças, Espinheiro, Presas, Felgares, Folharido, Fojo, Castelões e Vale de Anta.

## População
| Número de habitantes residentes | Número de habitantes residentes | Número de habitantes residentes | Número de habitantes residentes | Número de habitantes residentes | Número de habitantes residentes | Número de habitantes residentes | Número de habitantes residentes | Número de habitantes residentes | Número de habitantes residentes | Número de habitantes residentes | Número de habitantes residentes | Número de habitantes residentes | Número de habitantes residentes | Número de habitantes residentes |
| ------------------------------- | ------------------------------- | ------------------------------- | ------------------------------- | ------------------------------- | ------------------------------- | ------------------------------- | ------------------------------- | ------------------------------- | ------------------------------- | ------------------------------- | ------------------------------- | ------------------------------- | ------------------------------- | ------------------------------- |
| 1864                            | 1878                            | 1890                            | 1900                            | 1911                            | 1920                            | 1930                            | 1940                            | 1950                            | 1960                            | 1970                            | 1981                            | 1991                            | 2001                            | 2011                            |
| 1 398                           | 1 807                           | 1 642                           | 1 938                           | 2 054                           | 2 139                           | 2 439                           | 2 666                           | 2 887                           | 3 003                           | 2 492                           | 2 520                           | 1 841                           | 1 738                           | 1 592                           |

Com lugares desta freguesia foi criada em 1989 a freguesia de Dornelas
| Distribuição da População por Grupos etários | Distribuição da População por Grupos etários | Distribuição da População por Grupos etários | Distribuição da População por Grupos etários | Distribuição da População por Grupos etários | Distribuição da População por Grupos etários | Distribuição da População por Grupos etários | Distribuição da População por Grupos etários | Distribuição da População por Grupos etários | Distribuição da População por Grupos etários |
| -------------------------------------------- | -------------------------------------------- | -------------------------------------------- | -------------------------------------------- | -------------------------------------------- | -------------------------------------------- | -------------------------------------------- | -------------------------------------------- | -------------------------------------------- | -------------------------------------------- |
| Ano                                          | 0-14 Anos                                    | 15-24 Anos                                   | 25-64 Anos                                   | > 65 Anos                                    |                                              | 0-14 Anos                                    | 15-24 Anos                                   | 25-64 Anos                                   | > 65 Anos                                    |
| 2001                                         | 273                                          | 215                                          | 911                                          | 339                                          |                                              | 15,7%                                        | 12,4%                                        | 52,4%                                        | 19,5%                                        |
| 2011                                         | 223                                          | 177                                          | 796                                          | 396                                          |                                              | 14,0%                                        | 11,1%                                        | 50,0%                                        | 24,9%                                        |

## Património
- Pedra da Moura
- Capelas de Nossa Senhora da Graça, de Santo Antão, de Santo António, de São Geraldo, da Senhora da Pena e de Santa Teresa
- Cruzeiros no adro da igreja e na parte alta da vila
- Alminhas
- Casas da Gândara, do Romezal, da Ladeira, dos Sequeiros, da Senhora das Dores e de Prezas
- Pedra insculturada do Arestal
- Quintas da Ladeira e do Casal
- Moinhos de água
- Cascata da Cabreira[4]
- Fraga da Pena
- Trecho da ribeira dos Moinhos
- Lugar de Bouças
- Cabeço do Pereiro
- Antigas minas do Coval da Mó